# Косталоваја (Ђенова)
Косталоваја је насеље у Италији у округу Ђенова, региону Лигурија.
Према процени из 2011. у насељу је живело 42 становника. Насеље се налази на надморској висини од 555 м.